# 전쟁과 평화 (1956년 영화)

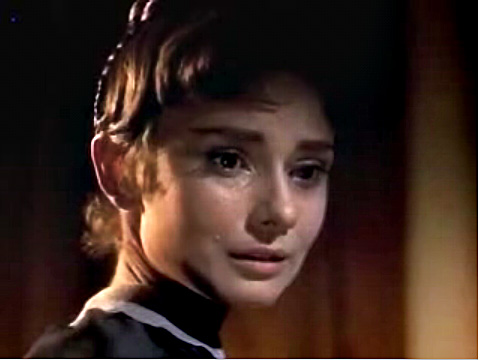

전쟁과 평화(War and Peace)는 레프 톨스토이의 동명 소설을 바탕으로 한 서사 영화로, 1956년 개봉하였으며, 오드리 헵번과 멜 페러, 헨리 폰다가 주연을 맡았다.

## 줄거리
1805년, 나폴레옹 보나파르트가 영토를 점점 더 많이 정복하려는 의지로 인해 대부분의 유럽이 분열된다. 모스크바에서는 많은 젊은이들이 군대에 입대하는데, 여기에는 일리야 로스토프 백작과 그의 아내 나탈리의 아들이자 어린 페티아와 경박하지만 헌신적인 나타샤의 오빠인 니콜라이 로스토프도 포함된다. 로스토프 가문의 친구인 피에르는 병약한 부유한 베주호프 백작의 사생아로, 최근 파리에서 돌아와 나폴레옹이 평등과 자유를 확립할 수 있는 "정화의 힘"이라고 믿는다.
평화주의자임에도 불구하고 피에르는 니콜라이의 행복을 빌고 나서 악명 높은 난봉꾼인 친구이자 육군 장교인 돌로호프를 방문한다. 그곳에서 동지들은 술게임을 즐기지만, 돌로호프보다 훨씬 훌륭한 인격을 가진 장교 안드레이 볼콘스키 공작의 방해를 받는다. 안드레이는 피에르에게 임종이 가까운 아버지께서 그를 부르신다고 알리고, 피에르는 아버지의 저택으로 가서 여러 친척들에게 냉대를 받는다. 그러나 늙은 백작이 죽고 피에르를 적법한 아들로 인정하고 그를 유일한 상속자로 지명한 것이 밝혀지자, 그들의 조롱은 위선적인 걱정으로 바뀐다.
교활한 엘렌 쿠라기나는 즉시 피에르에게 눈독을 들이고 곧 피에르는 그녀와 사랑에 빠지며, 그녀의 아버지인 바실리 쿠라긴 공작은 피에르의 광대한 영지의 관리인으로 자신을 넌지시 소개한다. 어느 날, 피에르는 안드레이가 임신한 아내 리세를 아버지의 집으로 데려다주는 동안 시골에서 안드레이를 우연히 만난다. 집착하는 리세에게 갇혀 있다고 느끼는 안드레이는 이전에 피에르에게 절대 결혼하지 말라고 조언했지만, 이제 피에르는 그의 경고를 받아들이기를 거부한다. 안드레이가 리세를 누이 메리와 퉁명스러운 아버지 니콜라이 볼콘스키 공작과 함께 살게 한 후, 그는 전선으로 떠나 육군 사령관 미하일 쿠투조프 원수의 부관이 된다. 아우스터리츠 전투에서 안드레이는 깃발을 움켜쥐고 적에게 돌격하며 후퇴하는 병사들을 독려하려 하지만 부상을 입고 죽은 채로 남겨진다. 전장을 둘러보던 나폴레옹은 안드레이를 발견하고 그의 용기에 감탄하여 자신의 개인 주치의에게 그를 치료하라고 명령한다.
모스크바에서 피에르가 러시아가 평화를 요구한다는 소식을 듣자, 엘렌은 그에게 혼자 시골로 돌아가라고 설득한다. 그러면 그녀는 도시에서 병사들을 환영하며 시간을 보낼 수 있기 때문이다. 니콜라이는 나타샤의 기쁨 속에 무사히 집으로 돌아온다. 한편, 안드레이는 리세가 진통을 시작할 때 가족에게 돌아온다. 그들의 아들 콜랴는 살아남지만, 리세는 출산 후 사망하고, 슬픔에 잠긴 안드레이는 그녀에게 충분한 위로와 사랑을 주지 못했다고 자신을 탓한다. 시간이 흐르면서 엘렌은 돌로호프와 시시덕거리기 시작하고, 피에르는 그들에 대한 소문을 듣게 되자 돌로호프를 모욕하고 결투 도전을 받아들인다. 피에르는 총기 사용에 서투르지만, 돌로호프를 쏘아 부상을 입히는 데 성공하고, 병사의 총알은 빗나가 피에르는 무사하다. 비문명적인 방식으로 행동하도록 도발당한 것에 분노한 피에르는 엘렌과 헤어지고 로스토프 가족과 함께 그들의 시골 영지로 가기로 동의한다.
어느 날 사냥 중에 그들은 나타샤에게 매료된 안드레이를 만난다. 나중에 안드레이는 나타샤가 첫 무도회에 참석했을 때 그녀와 춤을 추고 그녀와 결혼하고 싶다는 것을 깨닫는다. 볼콘스키 공작은 나타샤가 너무 어리고 로스토프 가족이 그들의 사회적 지위와 동등하지 않기 때문에 안드레이에게 1년을 기다리라고 촉구하지만, 안드레이가 여전히 그녀와 결혼하기를 원한다면 동의하겠다고 약속한다. 나타샤가 그를 기다리겠다고 약속하자 안드레이는 프로이센 임무에 합류하고, 그곳에서 차르 알렉산드르와 나폴레옹은 1807년 6월 평화 조약에 서명한다. 그러나 안드레이가 떠난 동안, 나타샤는 엘렌의 오빠인 아나톨 쿠라긴에게 유혹당하는데, 그는 누이처럼 냉정하고 방탕하다. 비록 비밀리에 결혼했지만, 아나톨은 나타샤에게 그와 도피하자고 설득하지만, 그들의 계획은 나타샤의 사촌 소냐와 피에르에 의해 좌절된다. 피에르는 아나톨에게 나타샤의 명예를 더럽히면 그의 결혼 사실을 폭로하겠다고 위협한다. 그러나 피에르의 위협은 너무 늦고, 곧 모든 모스크바 사람들은 안드레이가 관계를 끝낸 후 병이 난 나타샤에 대해 수군거린다. 몇 달 후, 그녀는 피에르에게 안드레이에게 자신의 후회를 전해달라고 간청하고, 그녀를 사랑하는 피에르는 그녀가 비난받을 일이 없으며, 자신이 자유롭다면 그녀에게 청혼할 것이라고 확신시킨다.
1812년, 나폴레옹은 평화 조약에도 불구하고 네만강을 건너 러시아로 들어간다. 대육군의 우월성에 직면한 쿠투조프는 병사들에게 후퇴를 명령하고, 그들이 물러나면서 병사들과 농민들은 프랑스군이 보급품을 얻지 못하도록 시골에 불을 지른다. 장교들이 그의 전략에 항의하지만, 쿠투조프는 프랑스군이 지쳐 쓰러지도록 하는 것이 러시아를 구할 유일한 방법이라고 주장한다. 곧 스몰렌스크시는 버려지고 쿠투조프는 보로디노에서 저항하기로 결정한다. 전쟁을 직접 보고 그것에 대한 자신의 증오가 유효한지 결정하기로 결심한 피에르는 보로디노로 가서 전투 전날 밤 안드레이의 야영지를 찾는다. 피에르는 안드레이에게 나타샤를 용서하라고 촉구하지만, 안드레이는 그럴 수 없다고 말한다. 다음 날 아침, 피에르는 그 주변에서 전투가 격렬하게 벌어지고 프랑스군이 러시아군을 학살하는 것을 점점 더 큰 공포에 질려 지켜본다. 마침내 그의 영웅이 단지 폭군에 불과하다는 것을 깨달은 피에르는 나폴레옹을 저주한다. 쿠투조프는 그 후 모스크바를 넘어 후퇴하여 고대 수도를 프랑스군에게 넘겨주기로 결정한다.
모스크바에서 로스토프 가족은 떠난 후 자신들의 집에 숙박하기를 바라는 부상당한 러시아 병사들이 도착하자 도망갈 준비를 하는 많은 가족들 중 하나이다. 그러나 나타샤는 그 남자들을 포로로 잡히도록 남겨둘 수 없다고 주장하며, 그들은 로스토프 마차에 실려 먼 마을로 옮겨진다. 나폴레옹은 정부가 도망가 자신에게 항복할 사람이 아무도 없다는 것을 알고 분노한다. 피에르는 어느 날 프랑스 황제를 암살할 생각으로 숨어 기다리지만, 그럴 수 없고 포로로 잡힌다. 한편 나타샤는 안드레이가 자신들의 보살핌을 받는 부상자들 중에 있다는 것을 알게 되고 그와 재회한다. 피에르가 동료 죄수인 농민 플라톤과 친구가 되는 동안, 로스토프 가족은 안드레이를 회복을 위해 수도원으로 데려간다. 그러나 안드레이의 부상은 치명적임이 판명되고, 그는 메리와 콜랴가 작별 인사를 하러 도착한 직후 사망한다.
나폴레옹은 쿠투조프에게 한 수 밀렸다는 것을 깨닫고, 겨울 동안 러시아에 갇히는 것을 두려워하여 병사들에게 후퇴를 명령한다. 피에르와 플라톤을 포함한 포로들은 2,000-마일 (3,200 km) 행군 동안 병사들과 동행하도록 강요당하고, 많은 사람들이 죽는다. 러시아 병사들은 프랑스군을 뒤쫓아 그들에게 거의 휴식을 주지 않고 낙오자들을 제거한다. 부모님의 뜻에 반하여 군대에 입대한 페티아는 돌로호프에게 그의 소대를 주 연대에 합류시키라는 전령을 보낸다. 마지막 싸움을 간절히 원하는 돌로호프는 다음 날 아침 프랑스군을 공격할 것을 주장하고 페티아를 동행하게 한다. 페티아는 전투 중에 사망하고, 피에르는 풀려나지만 소년의 죽음에 너무 압도되어 기뻐할 수 없다. 돌로호프는 피에르에게 엘렌이 죽었다고 알리고, 나중에 다른 러시아 병사들과 합류하여 네만강을 넘어 도망가는 프랑스군을 공격한다.
로스토프 가족은 모스크바로 돌아와 그들의 저택이 불에 탄 껍질만 남고 한쪽 날개만 온전하게 남아 있는 것을 발견한다. 그러나 나타샤는 가족을 독려하여 가진 것을 최대한 활용하도록 하고, 다른 사람들이 자리를 잡는 동안 나타샤는 슬프게도 더 행복했던 시간을 회상한다. 그리고 그녀는 문간에서 피에르를 보고 달려가 그를 안는다. 나타샤는 피에르에게 그가 자신들의 집과 같아서 고통받고 상처를 보여주지만 여전히 서 있다고 말하며 피에르에게 키스하고, 그들은 함께 정원을 걷는다.

## 배역
- 오드리 헵번 - 나타샤 역
- 헨리 폰다 - 피에르 역
- 멜 페러 - 안드레이 역
- 아니타 엑베리 - 엘렌 역
- 허버트 롬 - 나폴레옹 역
- 아스카르 호몰카 - 쿠투초프 사령관 역
- 배리 존스 - 로스토프 백작 역
- 비토리오 가스만 - 아나톨 역
- 안나 마리아 페레로 - 마리아 역
- 윌프리드 로슨 - 볼콘스키 노공작 역
- 제러미 브렛 - 니콜라스 역
- 헬무트 단틴 - 돌로호브 역
- 존 밀스 - 플라톤 역
- 메이 브릿 - 소냐 역
- 툴리오 카르미나티 - 쿠라긴 공작 역
- 레아 사이들 - 로스토프 백작부인 역
- 밀리 비탈 - 리제 역
- 패트릭 크린 - 데니소프 역
- 숀 바레트 - 페챠 역

## 한국판 성우진

### KBS (1983년 3월 16일)
- 최응찬 - 피에르(헨리 폰다)
- 장유진 - 나타샤(오드리 헵번)
- 김종성 - 안드레이(멜 페러)
- 이강룡
- 박민아
- 남궁윤
- 이경자

### KBS (1997년 12월 24일)
- 정미숙 - 나타샤(오드리 헵번)
- 양지운 - 피에르(헨리 폰다)
- 김세한 - 안드레이(멜 페러)
- 장승길 - 나폴레옹(허버트 롬)
- 김현직 - 볼콘스키 노공작
- 황원 - 로스토프 백작
- 김태연 - 쿠투초프 사령관
- 권희덕
- 김정호
- 김준 - 아나톨
- 김정주
- 이선 - 소냐
- 오인성 - 니콜라이
- 손선근 - 페챠